# W hołdzie fanatykom marszu
W hołdzie fanatykom marszu – album koncertowy zespołu 1984 wydany w 2018 roku nakładem wydawnictwa Pasażer. Został wydany na winylu oraz na CD wraz z bonusami.
Płyta zawiera jarocińskie koncerty zespołu z 1985 i 1986 roku. Autorem muzyki i słów jest Piotr Liszcz.

## Lista utworów
Źródło:.

### Koncert Jarocin 1985
1. „Martwy czas” – 2:43
2. „Teologia” – 2:29
3. „Niech płoną sny” – 2:42
4. „Judasze” – 1:47
5. „Słowa na wiatr” – 2:28
6. „W hołdzie fanatykom marszu” – 1:25
7. „Komisariat” – 2:02

### Koncert Jarocin 1986
1. „Niech płoną sny – 3:46
2. „Teologia” – 2:18
3. „W hołdzie fanatykom marszu” – 1:53
4. „Pierwszy front” – 2:07
5. „Specjalny rodzaj kontrastu” – 3:55
6. „Tu nie będzie rewolucji” – 2:16
7. „Biała chorągiewka” – 3:06

### Bonus CD –Why Not?
1. „Sztuczne oddychanie”
2. „Dla piękna idealizmu”
3. „Na mapach parkietów”
4. „Ferma hodowlana”
5. „Wstajemy na raz, śpiewamy na dwa”
6. „Święto urodzaju”
7. „Radio niebieskie oczy Heleny”
8. „Zaśpiewaj wojowniku”
9. „Zapraszamy was do tańca”

## Twórcy
Źródło:.
- Piotr Liszcz – gitara, śpiew
- Wojciech Trześniowski – gitara basowa
- Roman Rzucidło – śpiew (1–14)
- Janusz Gajewski – perkusja (1–14)
- Maciej Miernik – gitara akustyczna (8–14)
- Paweł Tauter – śpiew (15–23)
- Dariusz Marszałek – perkusja (15–23)